# 刘家庙乡
刘家庙乡，是中华人民共和国河北省沧州市沧县下辖的一个乡镇级行政单位。

## 行政区划
刘家庙乡下辖以下地区：
刘家庙村、堤口村、茅草洼村、西戴庄村、东戴庄村、范家圈村、新王庄村、范家楼村、马庙子村、刘浩屯村、东王辛庄村、黑徐家村、高庙村、大袁庄村、小袁庄村、大王庄村、小王庄村、西肖官屯村、中肖官屯村、东肖官屯村、石庄子村、胡洼子村、后生金刘村、前生金刘村、王占庄村和岗碱村。